# Lichess
Lichess (wymowa: /liːtʃɛs/) – internetowy serwis szachowy oparty na otwartym oprogramowaniu stworzony i rozwijany przez Thibault Duplessisa. Strona została otwarta 20 czerwca 2010 roku i od tamtego czasu jest wolna od reklam, a jej finansowanie opiera się w całości na datkach. Serwis był notowany w rankingu Alexa na miejscu 1362 (maj 2020).
Lichess jest drugim co do wielkości największym serwisem umożliwiający grę w szachy online, ustępując jedynie serwisowi Chess.com.

## Historia
Lichess zostało założone w 2010 roku przez francuskiego programistę Thibaulta Duplessisa. Lichess działa na zasadzie wolnego oprogramowania, a cały projekt udostępniany jest na licencji Affero GPL.
11 lutego 2015 roku, wydana została oficjalna aplikacja mobilna Lichess na urządzenia z systemem Android, a 4 marca tego samego roku pojawiła się aplikacja na urządzenia z systemem iOS.
8 maja 2018 Lichess pozwolił sowim użytkownikom tworzyć boty, które od tego czasu mogą grać na tej stronie. Boty łączą się z Lichess za pomocą API. Do początku 2025 roku boty nie mogły brać udziału w żadnych turniejach na Lichess, jednak w lutym tego roku Lichess wprowadził opcje, dzięki której organizatorzy turniejów na Lichess mogą pozwolić botom na udział w swoim turnieju (arenie lub bitwie klubów). Na Lichess można także wyzywać boty i z nimi grać.